# Coppa Libertadores 2012 (calcio femminile)
La Coppa Libertadores 2012 è stata la 4ª edizione della massima competizione sudamericana riservata a squadre femminili di club. Il torneo si è tenuto tra il 15 e il 25 novembre 2012 in Brasile.
Il trofeo è stato vinto, per la prima volta nella storia, dalle cilene del Colo-Colo.

## Squadre
Al torneo partecipano dodici squadre, una per ogni federazione della CONMEBOL (eccetto il Brasile con tre partecipanti), i cui criteri di qualificazione sono determinati dalle singole federazioni nazionali.
| Nazione   | Squadra                | Qualificazione                                             |
| --------- | ---------------------- | ---------------------------------------------------------- |
| Argentina | Boca Juniors           | Vincitrice dei play-off Apertura/Clausura 2011-2012        |
| Bolivia   | Universidad Santa Cruz | Campione del Campionato Nazionale femminile boliviano 2012 |
| Brasile\| | Foz Cataratas          | Vincitore della Copa do Brasil de Futebol Feminino 2011    |
| Brasile\| | São José               | Detentore del trofeo                                       |
| Brasile\| | Vitória das Tabocas    | Squadra dello stato ospitante                              |
| Cile      | Colo-Colo              | Campione del Campionato Cileno Femminile 2011              |
| Colombia  | Formas Íntimas         | Vincitore della Pre-Copa Libertadores 2012                 |
| Ecuador   | Deportivo Quito        |                                                            |
| Paraguay  | Universidad Autónoma   | Campione del Campionato Paraguaiano Femminile 2011         |
| Perù      | Sport Girls            | Campione del Campionato peruviano di calcio femminile 2012 |
| Uruguay   | Nacional               | Campione del Campionato Uruguaiano Femminile 2011          |
| Venezuela | Caracas                | Campione della Superliga Venezuelana Femminile 2012        |

## Stadi
Le partite si sono tenute in Brasile nei seguenti stadi:
- Stadio Luiz José de Lacerda, Caruaru (25.000)
- Stadio Eládio de Barros Carvalho, Recife (19.800)
- Stadio municipale Severino Cândido Carneiro, Vitória de Santo Antão (8.000)

## Fase a gironi

### Gruppo A
| Pos. | Squadra                | Pt | G | V | N | P | GF | GS | DR  |
| ---- | ---------------------- | -- | - | - | - | - | -- | -- | --- |
| 1.   | Foz Cataratas          | 9  | 3 | 3 | 0 | 0 | 12 | 4  | +8  |
| 2.   | Deportivo Quito        | 6  | 3 | 2 | 0 | 1 | 7  | 7  | 0   |
| 3.   | Formas Íntimas         | 3  | 3 | 1 | 0 | 2 | 8  | 6  | +2  |
| 4.   | Universidad Santa Cruz | 0  | 3 | 0 | 0 | 3 | 4  | 14 | -10 |

### Gruppo B
| Pos. | Squadra      | Pt | G | V | N | P | GF | GS | DR  |
| ---- | ------------ | -- | - | - | - | - | -- | -- | --- |
| 1.   | São José     | 7  | 3 | 2 | 1 | 1 | 10 | 1  | +9  |
| 2.   | Boca Juniors | 7  | 3 | 2 | 1 | 0 | 7  | 4  | +3  |
| 3.   | Caracas      | 3  | 3 | 1 | 0 | 2 | 3  | 3  | 0   |
| 4.   | Nacional     | 0  | 3 | 0 | 0 | 3 | 2  | 14 | -12 |

### Gruppo C
| Pos. | Squadra              | Pt | G | V | N | P | GF | GS | DR  |
| ---- | -------------------- | -- | - | - | - | - | -- | -- | --- |
| 1.   | Vitória das Tabocas  | 7  | 3 | 2 | 1 | 1 | 13 | 1  | +12 |
| 2.   | Colo-Colo            | 7  | 3 | 2 | 1 | 0 | 14 | 3  | +11 |
| 3.   | Universidad Autónoma | 3  | 3 | 1 | 0 | 2 | 3  | 7  | -4  |
| 4.   | Sport Girls          | 0  | 3 | 0 | 0 | 3 | 1  | 20 | -19 |

### Raffronto tra le squadre seconde classificate
| Pos. | Squadra        | Pt | G | V | N | P | GF | GS | DR  | Gruppo |
| ---- | -------------- | -- | - | - | - | - | -- | -- | --- | ------ |
| 1.   | Colo-Colo      | 7  | 3 | 2 | 1 | 0 | 14 | 3  | +11 | C      |
| 2.   | Boca Juniors   | 7  | 3 | 2 | 1 | 0 | 7  | 4  | +3  | B      |
| 3.   | Formas Íntimas | 6  | 3 | 2 | 0 | 1 | 7  | 7  | 0   | A      |

## Fase finale

### Tabellone
|  | Semifinali          | Semifinali          | Semifinali |           |               | Finale              | Finale              | Finale          |  |
|  |                     |                     |            |           |               |                     |                     |                 |  |
|  | Foz Cataratas       | Foz Cataratas       | 1 (4)      |           |               |                     |                     |                 |  |
|  | Foz Cataratas       | Foz Cataratas       | 1 (4)      |           |               |                     |                     |                 |  |
|  | São José            | São José            | 1 (3)      |           |               |                     |                     |                 |  |
|  | São José            | São José            | 1 (3)      |           | Foz Cataratas | Foz Cataratas       | 0 (2)               |                 |  |
|  |                     |                     |            |           | Foz Cataratas | Foz Cataratas       | 0 (2)               |                 |  |
|  |                     |                     | Colo-Colo  | Colo-Colo | 0 (4)         |                     |                     |                 |  |
|  | Vitória das Tabocas | Vitória das Tabocas | Colo-Colo  | Colo-Colo | 0 (4)         | 3                   |                     |                 |  |
|  | Vitória das Tabocas | Vitória das Tabocas |            |           |               | 3                   |                     |                 |  |
|  | Colo-Colo           | Colo-Colo           | 4          |           |               | Finale 3º posto     | Finale 3º posto     | Finale 3º posto |  |
|  | Colo-Colo           | Colo-Colo           | 4          |           |               |                     |                     |                 |  |
|  |                     |                     |            |           |               |                     |                     |                 |  |
|  |                     |                     |            |           |               | São José            | São José            | 1               |  |
|  |                     |                     |            |           |               | São José            | São José            | 1               |  |
|  |                     |                     |            |           |               | Vitória das Tabocas | Vitória das Tabocas | 0               |  |